# 恒等写像
数学における恒等写像（こうとうしゃぞう、英: identity mapping, identity function）、恒等作用素（こうとうさようそ、英: identity operator）、恒等変換（こうとうへんかん、英: identity transformation）は、その引数として用いたのと同じ値を常にそのまま返すような写像である。集合論の言葉で言えば、恒等写像は恒等関係（こうとうかんけい、英: identity relation）である。

## 定義
厳密に述べれば、M を集合として、M 上の恒等写像 f とは、定義域および終域がともに M であるような写像であって、M の任意の元 x に対して
f(x) = x
を満たすものを言う。言葉で書けば、M 上の恒等写像は、M の各元 x に x 自身を対応させて得られる M から M への一つの写像である。
M 上の恒等写像はしばしば idM や 1M などで表される。
写像を二項関係と見るならば、恒等写像は恒等関係と呼ばれる函数関係、即ち M の対角集合 (diagonal set) Δ = {(x, x) | x ∈ M} で与えられる。

## 性質
f: M → N を任意の写像とすると、
{\displaystyle f\circ {\text{id}}_{M}=f={\text{id}}_{N}\circ f}
が成り立つ（"∘" は写像の合成）。特に、idM は M から M への写像（M 上の変換）全体の成す集合が合成に関して成す半群（M 上の全変換半群）TM における単位元（中立元）であり、従って TM はモノイドを成す。
モノイドの単位元はただ一つであるから、M 上の恒等写像の別な定義として、全変換モノイドの単位元として定めることも可能である。このような定義は、圏論における恒等射の概念に一般化することができる。この文脈では M 上の自己型射が写像である必要はない。

## 集合上の構造との関係
- 正整数全体の成す乗法モノイドの上で恒等写像を考えると、それは本質的に 1-倍写像であり、また数論的函数の意味で完全乗法的（英語版）である[4]
- ベクトル空間上の恒等写像は線型写像である[5]。n-次元線型空間上の恒等写像は n × n 単位行列 In を表現行列に持つが、これは基底の取り方に依らない[6]。
- 距離空間における恒等写像は自明な意味で等長写像である。いかなる対称性も持たない任意の対象が、恒等写像のみからなる自明群を対称変換群（英語版）として持つ（対称型が C1 である）[7]。
  - 単に台集合 X 上の恒等写像 idX を考えた場合、X 上の異なる距離 d1, d2 に関して、恒等写像 idX は二つの距離空間 (X, d1), (X, d2) の間の等距変換とはならない。
- 位相空間 (X, τ1), (X, τ2) と台集合 X 上の恒等写像 IX を考えたとき、IX が連続写像となるための必要十分条件は、τ1 が τ2 よりも細かいことである。

## 注記
1. ↑  (Knapp 2006)
2. ↑  (松坂 1968, p. 28)
3. ↑  (ブルバキ 1984, p. 10)
4. ↑  (Marshal, Odell & Starbird 2007)
5. ↑  (Anton 2005)
6. ↑  (Shores 2007)
7. ↑  (Anderson 2005)